# Cruzeiro Esporte Clube na Copa Libertadores da América
O Cruzeiro Esporte Clube é uma associação esportiva brasileira, com sede na cidade de Belo Horizonte, no estado de Minas Gerais.
O Cruzeiro participou 17 vezes da Taça Libertadores da América. Conquistou o principal torneio sul-americano em 1976 e 1997 e perdeu as decisões de 1977 para o Boca Juniors nos pênaltis e de 2009 para o também argentino Estudiantes de La Plata. Com essas conquistas, disputou a Taça Intercontinental contra o campeão europeu mas perdeu a decisão nas duas oportunidades.
Com a conquista da Libertadores de 1976 o Cruzeiro tinha presença garantida em todas as edições da Supercopa, disputado entre 1988 e 1997 que reunia os campeões do torneio. Conquistou a Supercopa por duas vezes, em 1991 e 1992, e foi vice-campeão em 1988 e 1996. O Cruzeiro também participou de todas as edições do torneio sucedente à Supercopa, a Copa Mercosul. Em 2009 a mesma campanha do Futbol Club Barcelona na UEFA Champions League era inferior a do Cruzeiro na Libertadores.
Nas listas abaixo estão relacionados as estatísticas e resultados obtidos pelo Cruzeiro Esporte Clube na competição futebolística Taça Libertadores da América.